# Â̧
Cette page contient des caractères spéciaux ou non latins. S’ils s’affichent mal (▯, ?, etc.), consultez la page d’aide Unicode.
Â̧ (minuscule : â̧), appelé A accent circonflexe cédille, est un graphème utilisé dans l’écriture de certaines langues camerounaises dont le mundani, le pana et le vute. Il s’agit de la lettre A diacritée d’un accent circonflexe et d’une cédille.

## Utilisation
En langues camerounaises suivant l’Alphabet général des langues camerounaises, ‹ a̧ › représente un A nasalisé et l’accent circonflexe indique le ton tombant. Il ne s’agit d’une lettre à part entière, et elle placée avec le A sans accent ou avec un autre accent dans l’ordre alphabétique.
Le â̧ est utilisé par certains auteurs comme translittération latin de l’alpha circonflexe et iota souscrit ‹ ᾷ › grec.
La Bibliothèque nationale de France l’utilise notamment dans la romanisation du grec suivant la ISO 843 dans son catalogue, par exemple dans la translittération ‹ ’En gī̧̂ halmyrâ̧ › de Ἐν γῇ ἁλμυρᾷ.

## Représentations informatiques
Le A accent circonflexe cédille peut être représenté avec les caractères Unicode suivants :
- décomposé et normalisé NFC (latin supplément-1, diacritiques) :

| formes    | représentations | chaînes de caractères | points de code | descriptions                                                     |
| --------- | --------------- | --------------------- | -------------- | ---------------------------------------------------------------- |
| capitale  | Â̧               | Â◌̧                    | U+00C2 U+0327  | lettre majuscule latine a accent circonflexe diacritique cédille |
| minuscule | â̧               | â◌̧                    | U+00E2 U+0327  | lettre minuscule latine a accent circonflexe diacritique cédille |

- décomposé et normalisé NFD (latin de base, diacritiques) :

| formes    | représentations | chaînes de caractères | points de code       | descriptions                                                                 |
| --------- | --------------- | --------------------- | -------------------- | ---------------------------------------------------------------------------- |
| capitale  | Â̧               | A◌̧◌̂                   | U+0041 U+0327 U+0302 | lettre majuscule latine a diacritique cédille diacritique accent circonflexe |
| minuscule | â̧               | a◌̧◌̂                   | U+0061 U+0327 U+0302 | lettre minuscule latine a diacritique cédille diacritique accent circonflexe |

## Sources
- Bibliothèque nationale de France, « Translittération du grec », sur Kitcat : portail d’aide au catalogage de la BnF
- Ibirahim Njoya, Précis d’orthographe pour la langue pana, Yaoundé, Cameroun, Association Camerounaise pour la Traduction de la Bible et l’Alphabétisation, 2010 (lire en ligne [archive du 27 novembre 2010])
- (en) Elizabeth Parker et Mary Annett, Mundani-English Lexicon, 1990 (lire en ligne)
- (en) Rhonda Ann Thwing, Vute orthography statement ((phonétique modifiée avec l’API en 2004)), SIL Cameroon, 1981 (lire en ligne)